# Roncherolles-sur-le-Vivier
Roncherolles-sur-le-Vivier település Franciaországban, Seine-Maritime megyében. Lakosainak száma 1255 fő (2022. január 1.). Roncherolles-sur-le-Vivier Darnétal, Fontaine-sous-Préaux, Préaux, Saint-Jacques-sur-Darnétal és Saint-Martin-du-Vivier községekkel határos.

## Népesség
A település népessége az elmúlt években az alábbi módon változott:
| Lakosok száma | 1075 | 1061 | 1084 | 1114 | 1161 | 1209 | 1212 | 1231 | 1255 |
|               | 2013 | 2015 | 2016 | 2017 | 2018 | 2019 | 2020 | 2021 | 2022 |